# 9512 Feijunlong
9512 Feijunlong (1966 CM) là một tiểu hành tinh vành đai chính được phát hiện ngày 1966 Feb. 13, bởi ở Đài thiên văn Tử Kim Sơn.